# 최리 (낙랑)
최리(崔理)는 낙랑의 마지막 국왕이다.

## 낙랑의 최후
최리는 옥저로 놀러 가려는 호동을 만나 낙랑으로 데려갔다. 최리의 딸 낙랑 공주가 호동과 사랑에 빠져 혼인했다.
그런데 낙랑에는 외적이 침입하면 스스로 울어 위기를 알려 주는 자명고라는 북과 자명각이라는 나팔이 있었는데, 그동안 고구려는 자명고와 자명각 때문에 낙랑 정복에 어려움이 있어서, 고구려로 돌아온 호동은 낙랑 공주에게 자명고를 찢고 자명각을 박살내서 함께 살자고 하자 그녀는 부탁을 수락했으나, 이를 눈치 챈 최리는 분노해 공주를 암살한다. 이후 호동은 군사를 이끌고 낙랑을 정복한다.

## 가족 관계
- 딸 : 낙랑공주
- 사위 : 호동
- 사돈 : 대무신왕 (사모:해씨-갈사부여의3대왕의 여동생)

| 전임 미상 | 낙랑의 마지막 군주 | 후임 낙랑 멸망 |